# Dekanat Wołczyn
Dekanat Wołczyn – jeden z 33 dekanatów w rzymskokatolickiej diecezji kaliskiej.

## Parafie
W skład dekanatu wchodzi 11 parafii:
- parafia św. Jana Chrzciciela – Biskupice
- parafia Świętej Trójcy i Najświętszej Maryi Panny Różańcowej – Byczyna
- parafia Świętej Trójcy – Krzywiczyny
- parafia Matki Bożej Częstochowskiej – Krzywizna
- parafia Nawiedzenia Najświętszej Maryi Panny – Polanowice
- parafia św. Antoniego Padewskiego – Roszkowice
- parafia św. Michała Archanioła – Skałągi
- parafia Podwyższenia Krzyża Świętego – Smardy Górne
- parafia Najświętszej Maryi Panny Wniebowziętej – Uszyce
- parafia Najświętszej Maryi Panny Niepokalanie Poczętej – Wołczyn
- parafia Najświętszego Serca Pana Jezusa – Zdziechowice

## Sąsiednie dekanaty
Bolesławiec, Gorzów Śląski (diec. opolska), Kluczbork (diec. opolska), Mokrsko (archidiec. częstochowska), Namysłów-Wschód (archidiec. wrocławska), Praszka (archidiec. częstochowska), Trzcinica, Zagwiździe (diec. opolska)